# Aloeides molomo
Aloeides molomo är en fjärilsart som beskrevs av Henry Trimen 1870. Aloeides molomo ingår i släktet Aloeides och familjen juvelvingar. Inga underarter finns listade i Catalogue of Life.